# Katova skala
Katova skala (927 m) – szczyt w Wielkiej Fatrze na Słowacji. Znajduje się na jej północnych zboczach opadających do Kotliny Turczańskiej, po północno-wschodniej stronie wsi Sklabinský Podzámok.
Południowe i zachodnie stoki Katovej skali opadają do Kantorskiej doliny (Kantorská dolina), północne do doliny potoku Máleník. Szczyt jest porośnięty lasem, ale jego południowy kraniec obrywa się do tej doliny z daleka widoczną, wysoką skałą o pionowych ścianach. Według legendy ze skały tej zrzucano przestępców i wrogów politycznych, stąd jej nazwa (w tłumaczeniu na język polski Katowska Skała). Prawdą jest jednak, że skała ta była zamieszkiwana przez ludzi w czasach przedhistorycznych. Badania archeologiczne wykazały, że na jej szczycie w młodszej epoce brązu (1200–900 lat p.n.e.) istniało miejsce kultu. Świadczą o tym znaleziska w postaci wykonanych z brązu naczyń kultowych. W starszej epoce żelaza (900–650 lat p.n.e.) na szczycie skały stał gród, który należał do systemu obronnego grodów w regionie Turiec. Z tego okresu pochodzą znalezione na stanowisku archeologicznym brązowe elementy zbroi i bardzo liczne koraliki wykonane z bałtyckiego bursztynu. Gród został zdobyty i zniszczony przez wędrowne plemiona Scytów. Gród ponownie odbudowano w średniowieczu i ponownie odzyskał swoje znaczenie. Najstarsze średniowieczne znaleziska w grodzie datowane są na XV wiek.
Katova skala jest chroniona prawnie. Znajduje się w obrębie rezerwatu przyrody Katova skala obejmującego skaliste i porośnięta lasem szczytowe partie grzbietu. W skałach znajduje się Katova jaskyňa.

## Turystyka
Na Katovą skalę można wyjść czerwonym szlakiem turystycznym ze wsi Sklabinský Podzámok lub Podhradie. Ze skały widoczna jest cała Kotlina Turczańska.
  Sklabinský Podzámok – Kantorská dolina – Katova skala. Odległość 2,5 km, suma podejść 395 m, czas przejścia 1:10 h (z powrotem 50 min).
  Podhradie – Dolné Dvoriská – Katova skala. Odległość 5,3 km, suma podejść 460 m, czas przejścia 1:45 h (z powrotem 1:20 h)

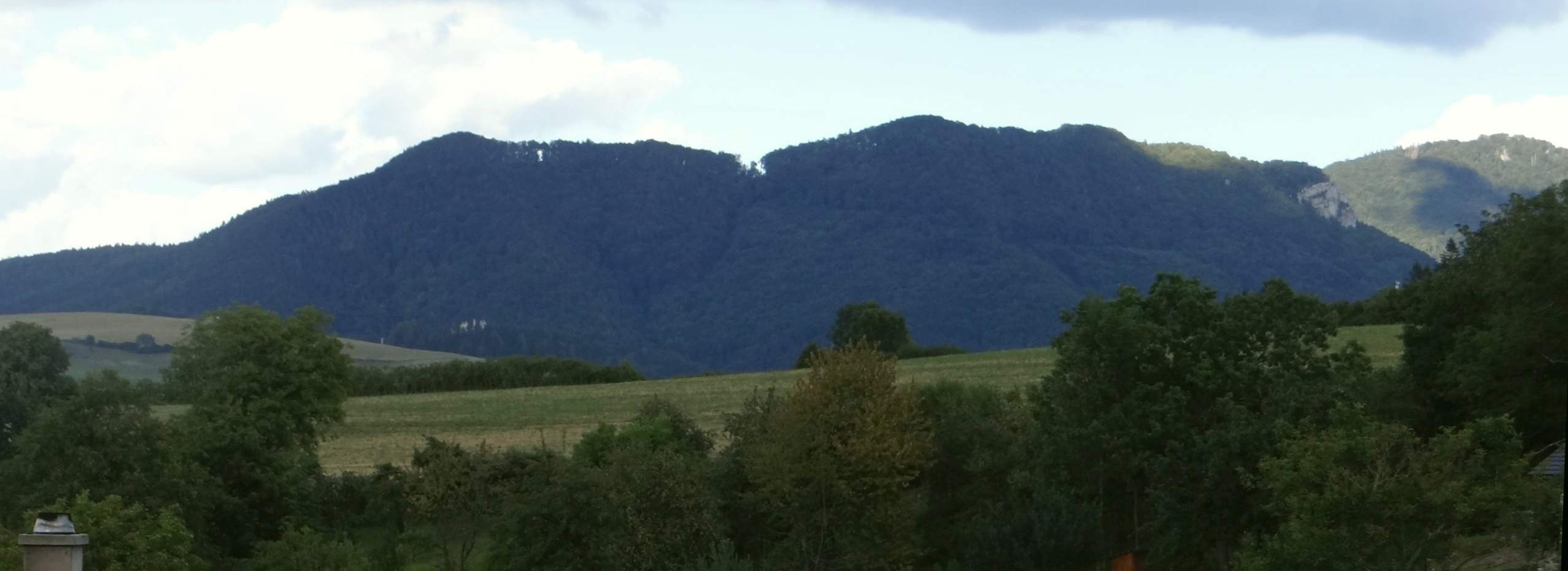
Widok ze wsi Záborie